# Alexteroon jynx
Alexteroon jynx és una espècie de granota de la família dels hiperòlids que viu al Camerun.
Està amenaçada d'extinció per la pèrdua del seu hàbitat natural.